# Hyalinobatrachium pellucidum
A perereca-de-vidro (Hyalinobatrachium pellucidum) é uma espécie rara de rã.